# نلیدوفو
شهر نلیدوفو (به روسی: Нелидово) در کشور روسیه و در اوبلاست ور واقع شده‌است.